# Wilhelm Steffensen
Wilhelm Marius Bakke Steffensen (Ålesund, 1889. október 15. – Ålesund, 1954. július 26.) olimpiai ezüstérmes norvég tornász.
Ez első világháború után az 1920. évi nyári olimpiai játékokon, mint tornász versenyzett és szabadon választott gyakorlatokkal, csapat összetettben ezüstérmes lett.
Klubcsapata az Aalesunds Turnforening volt.